# 芳一
芳一（よしかず）は日本の漫画家。主にテレビゲームを題材としたパロディ4コマ漫画などを手がけていた。

## 作家の変遷
1995年（平成7年）頃に双葉社から刊行された4コマまんが王国にてデビュー。1996年（平成8年）から、ゲームシステムと現実との相違・矛盾を突くシュールネタへと作風の方向性を転換し、短期間で大ブレイク。4コマまんが王国の新作家陣の一角として1997年（平成9年）まで大いに人気を博すことになる。
しかしこの作風は長く続かず、1998年（平成10年）以降はネタの質が低下。同年内には4コマまんが王国から姿を消すなど、漫画家としては短命に終わった側面もある。

## 作風
ゲームシステムと現実との相違・矛盾を突くシュールネタが最大の特徴で、ゲームのシナリオやキャラクターの性格といった他のゲームコミック漫画家がネタに採用しがちなネタは少ない。特にスーパーマリオ64・マリオカート64といったゲーム機・ゲームシステムとして新機軸を多数備えていたNINTENDO 64のゲームソフトを題材としたゲームコミックでは真価を発揮した。